# Malaja Matrossowka
Malaja Matrossowka (russisch Малая Матросовка, deutsch zu Nemonien, 1938–1945 zu Elchwerder) ist ein Ort in der russischen Oblast Kaliningrad. Er gehört zur kommunalen Selbstverwaltungseinheit Stadtkreis Polessk im Rajon Polessk.

## Geographische Lage
Malaja Matrossowka liegt 18 Kilometer nordöstlich der Stadt Polessk (Labiau) am nördlichen Ufer des Nemonien-Stroms (ru. Nemonin) gegenüber von Golowkino (Nemonien/Elchwerder) an der Kommunalstraße 27K-147 von Polessk nach Matrossowo (Gilge). Eine Bahnanbindung besteht nicht.

## Geschichte
Vor 1945 war der Ort ein Teil von Nemonien, heute russisch Golowkino, das von 1938 bis 1945 Elchwerder hieß, im Kreis Labiau. Nach dem Zweiten Weltkrieg wurde in der neu gebildeten russischen Oblast Kaliningrad die Grenze zwischen dem Rajon Slawsk und dem Rajon Polessk auf dem Nemonien-Strom gezogen und der nördlich davon gelegene Teil von Nemonien/Elchwerder als eigenständiger Ort mit Malaja Matrossowka benannt. Dies geschah offenbar in Anlehnung an das drei Kilometer nördlich gelegene in Matrossowo umbenannte Gilge. Gleichzeitig wurde Malaja Matrossowka dem Dorfsowjet Saliwenski selski Sowet im Rajon Slawsk zugeordnet. Später gelangte der Ort in den Golowkinski selski Sowet im Rajon Polessk. Von 2008 bis 2016 gehörte Malaja Matrossowka zur Landgemeinde Golowkinskoje selskoje posselenije und seither zum Stadtkreis Polessk.